# AWZ P70
La AWZ P70 era un'autovettura di fascia bassa prodotta dal 1955 al 1959 dal conglomerato industriale tedesco-orientale della Automobilwerk Zwickau (AWZ).

## Storia e profilo

### Genesi e debutto dellaP70
La genesi della P70 si intreccia saldamente con la genesi della prima generazione della Trabant, la P50, per via del particolare contesto storico, politico, sociale ed economico vissuto nel primo decennio del secondo dopoguerra. La neonata DDR era governata in ogni aspetto dal SED, che decideva le strategie da attuare in campo economico, politico ed anche industriale. Proprio sotto quest'ultimo punto di vista, fu deciso di togliere di produzione al più presto l'ormai vetusta IFA F8, praticamente un clone delle DKW F8 d'anteguerra. L'industria automobilistica tedesco orientale, durante la prima metà degli anni '50 consisteva praticamente in un unico conglomerato, denominato Industrieverband Fahrzeugbau (IFA), di diverse aziende nate con l'espropriazione e la nazionalizzazione forzata dei vecchi impianti pre-bellici ubicati in Sassonia e in Turingia. La IFA F8 era prodotta in quegli anni nell'ex-stabilimento Audi di Zwickau, assieme alla "sorella maggiore", la F9. Anche il direttivo della ex-fabbrica Audi, ora denominata VEB Kraftfahrzeugwerk Audi (utilizzando quindi in maniera abusiva il marchio Audi), aveva cominciato da tempo a pensare ad un modello che sostituisse la F8, ben cosciente di quanto tale modello fosse obsoleto. Ma mancavano le idee e soprattutto i mezzi, non solo a livello di fondi, ma anche a livello di materie prime: l'embargo imposto dai Paesi del blocco occidentale impedì l'approvvigionamento di acciaio per le lamiere. Ma la IFA possedeva anche un proprio centro di Ricerca e Sviluppo (Foreschung- und Entwicklungswerk, abbreviato in FEW) con sede a Karl-Marx-Stadt, l'attuale Chemnitz, dove prima della guerra era presente un altro stabilimento DKW. La FEW si era già mossa per tempo cominciando tra l'altro a studiare e a sperimentare i possibili utilizzi della plastica anche in ambito automobilistico, ed in particolare per i pannelli carrozzeria. Già prima del conflitto l'Auto Union aveva preso ad effettuare tali studi: la corsa agli armamenti intrapresa dall'allora vigente regime nazista ed il conseguente approvvigionamento delle riserve di acciaio, portarono i vertici Auto Union a pensare a materiali alternativi con cui proseguire la produzione automobilistica. Questi studi furono interrotti dallo scoppio della Seconda Guerra Mondiale, ma furono ripresi dall'IFA poco dopo la fine del conflitto presso l'ex-stabilimento Auto Union di Chemnitz. Il 1º maggio 1951 fu realizzato un prototipo sperimentale di F8 che utilizzava componenti in plastica per la maggior parte della sua carrozzeria. In seguito, vennero apportate migliorie sia al materiale in sé, sia ai metodi per la sua produzione, che divenne più economica. Finalmente, nel 1953 fu brevettato il nuovo materiale, chiamato Duroplast. Ma nel frattempo la FEW aveva anche realizzato un primo prototipo di piccola vettura con carrozzeria giardinetta, prototipo siglato UR-P50, che avrebbe potuto prefigurare la futura utilitaria. La proposta fu scartata in primis perché dotata di lamiere di acciaio e poi perché non convinse appieno per l'abitabilità interna. Tuttavia, il prototipo UR-P50 prefigurò invece la futura P70 quasi completamente. Il fatto di essere stato scartato costrinse però i progettisti a ricominciare daccapo.
Ma fu solo il 14 gennaio 1954 che si ebbe una svolta in mezzo a questa marea di incertezze e idee vaghe, e precisamente quando il governo della DDR inviò una circolare contenente le specifiche relative al nuovo modello che aveva in mente. Tale modello, in realtà, avrebbe dovuto essere quella che poi sarebbe stata la P50, ossia la prima Trabant. Ma le specifiche imposte dal governo tedesco orientale furono talmente restrittive da costringere il direttivo delle fabbriche coinvolte (Audi e FEW) a rivedere in maniera sostanziale alcuni punti. Le direttive imposte dal governo della DDR furono le seguenti:
- auto di piccola taglia con due posti più due di fortuna;
- peso a vuoto della vettura, 600 kg al massimo;
- velocità massima di 80 km/h;
- consumo medio di 5,5 litri ogni 100 km;
- produzione annuale pari a 12.000 esemplari;
- prezzo di vendita pari a 4.000 DDM;
- carrozzeria in plastica;
- lancio del modello entro 18 mesi.

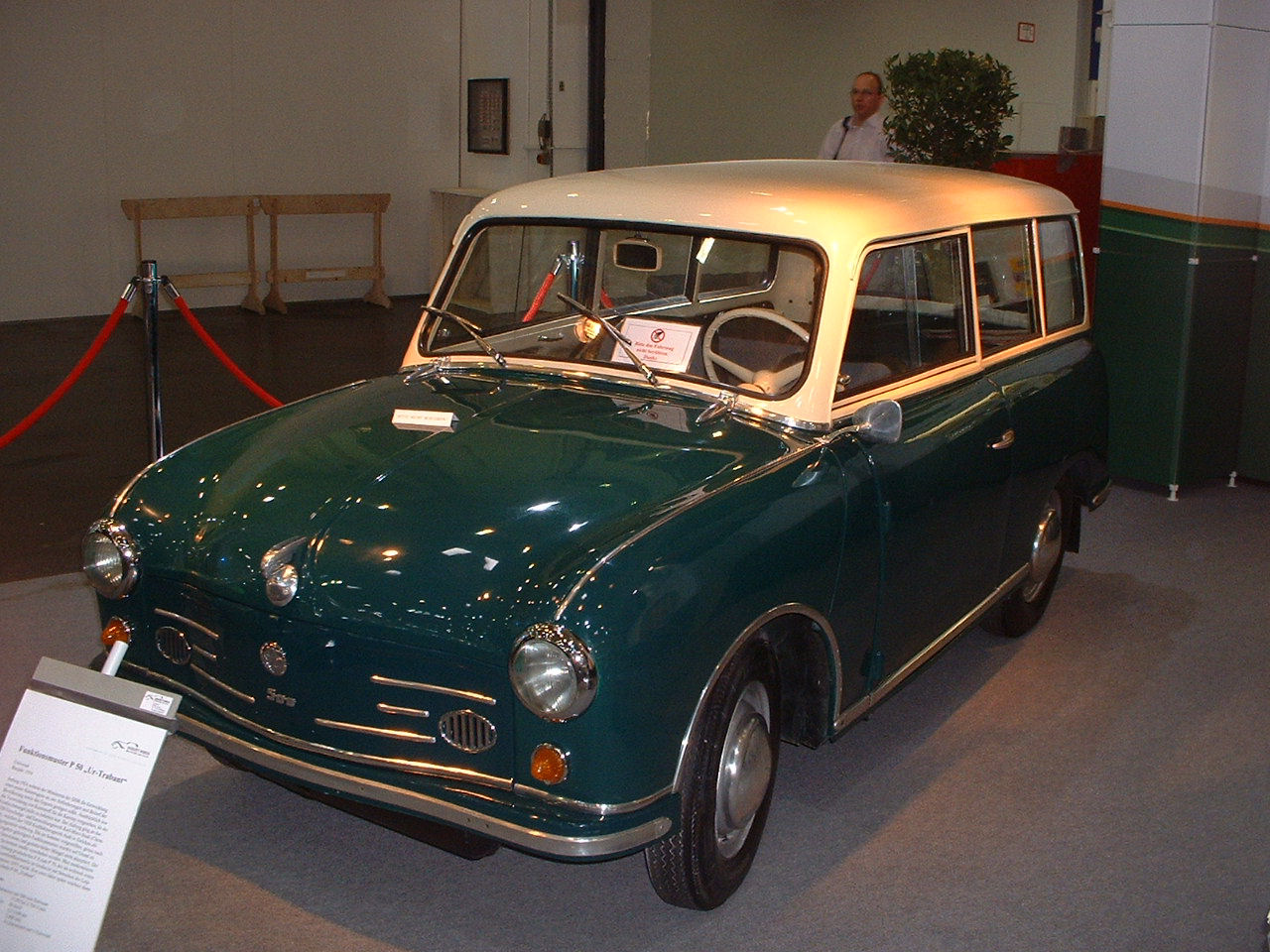
Il prototipo UR-P50 che prefigura la P70 in versione giardinetta

Tali direttive fecero letteralmente infuriare il direttivo dell'ex-fabbrica Audi e quello del FEW: già il solo prezzo di vendita imposto era irreale in quanto corrispondente alla metà del prezzo di vendita di una F8. Inoltre, le tempistiche imposte per lo sviluppo del modello furono talmente ridicole che alla fine si decise che per risparmiare tempo e denaro, la vettura non avrebbe potuto assolutamente essere di nuova progettazione, ma anzi avrebbe dovuto mantenere la stessa meccanica della F8, alla quale sarebbero state apportate solo modifiche accessorie. Pertanto si scelse di utilizzare lo stesso telaio, le sospensioni, i freni, il motore ed il cambio della vettura DKW prodotta nei tardi anni '30. Naturalmente, tale decisione sarebbe stata mantenuta segreta: nessun membro del governo tedesco orientale avrebbe dovuto venirne a conoscenza. Queste soluzioni, tuttavia, si rivelarono insufficienti a far sviluppare una vettura in 18 mesi. Di nuovo nello sconforto, i progettisti e responsabili della FEW furono tranquillizzati da Werner Lang, il supervisore del progetto, che li esortò a non arrendersi. L'idea fu quella di partire dal prototipo UR-P50 per sviluppare un primo modello transitorio che verrà spacciato per la vettura definitiva, mentre la vera vettura che la FEW aveva in mente per le pretese del governo della DDR sarebbe stata approntata con più calma e lanciata a tempo debito. Quest'ultimo modello sarebbe stato la P50, prima generazione della popolare Trabant, mentre il modello transitorio sarebbe stata proprio la P70.
Il progetto si sdoppiò quindi in gran segreto: quello che avrebbe dato i natali alla P70 fu chiamato F8K.
Per il progetto P70 si scelse quindi di sfruttare la già ampiamente collaudata base meccanica della F8 e quindi il telaio e gli organi meccanici. Anche il motore fu sostanzialmente lo stesso, anche se vi furono apportate alcune modifiche non di poco conto. Una delle più curiose fu il fatto che si decise di montare il motore a sbalzo e per essere ospitato in una carrozzeria praticamente già finita, esso dovette essere ruotando di 180° rispetto alla disposizione dello stesso motore sotto il cofano della F8. Un primo prototipo fu presentato al Ministro dei Trasporti il 27 agosto 1954 e dopo oltre un mese di attesa, il 5 ottobre le dirigenze delle fabbriche coinvolte ricevette il consenso per la messa in produzione della vettura, messa in produzione che però non sarebbe stata tale prima dell'agosto dell'anno seguente. Nel frattempo vennero apportate le necessarie modifiche e messe a punto, un lavoro che si rivelò alquanto pesante dato l'elevato numero di interventi che i progettisti e i tecnici AWZ dovettero affrontare, a tal punto che si cominciò a dubitare di riuscire a lanciare la vettura entro i termini fissati. Nell'aprile del 1955 furono ultimati i primi esemplari di preserie. All'inizio di luglio gli esemplari di preserie furono ben 150 e vennero condotti per i primi test su strada.
Contro tutte le aspettative, i termini vennero rispettati: le prime P70 strettamente di serie cominciarono ad uscire dalle linee di montaggio di Zwickau nell'agosto 1955, mentre la presentazione avvenne in autunno al Salone di Lipsia. Nacque così la AWZ P70.

### Caratteristiche

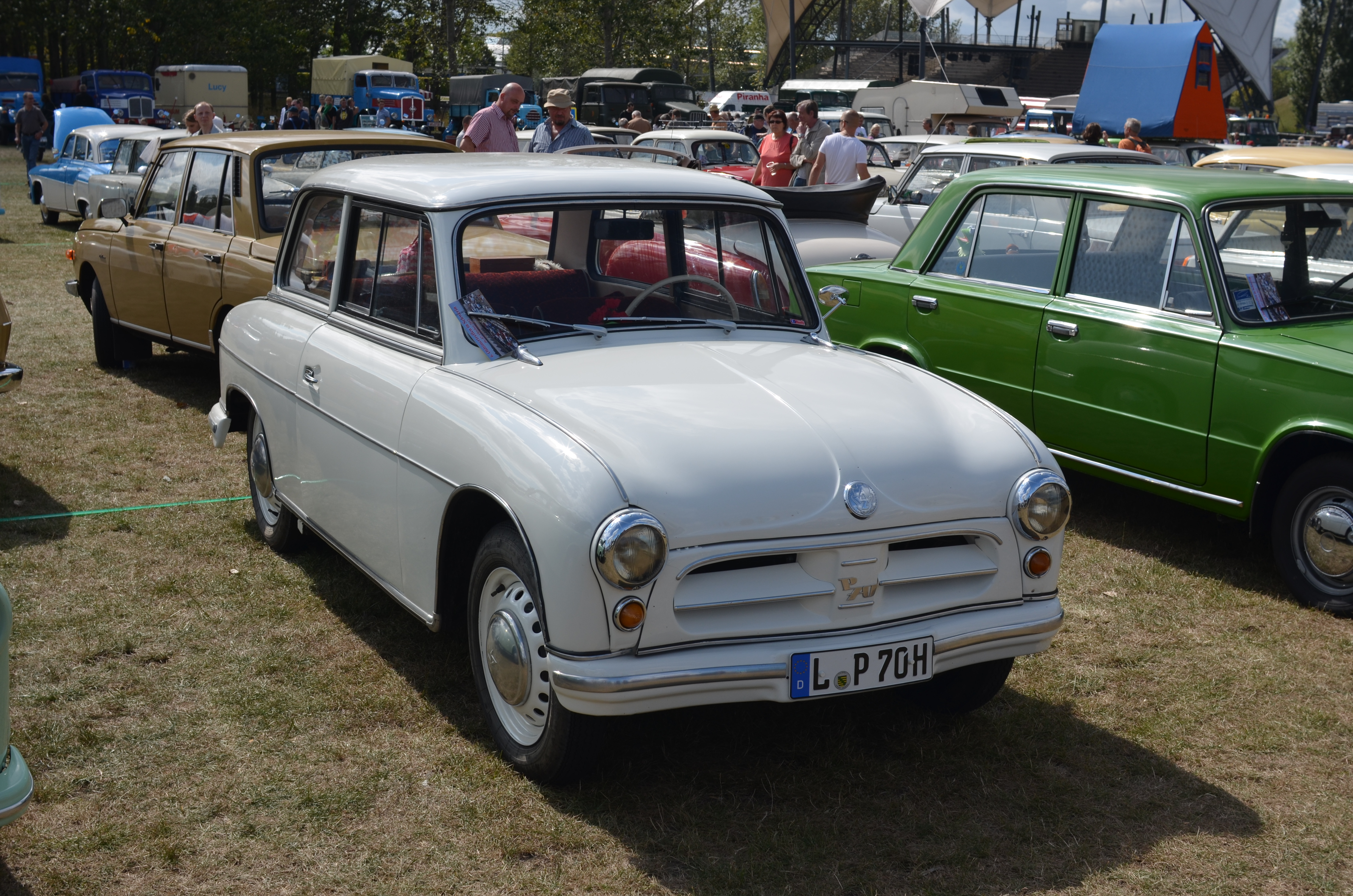
Vista frontale di una P70

Rispetto alla F8 che andò a sostituire, la P70 si presentò con una carrozzeria dalle linee decisamente più moderne e che strizzavano l'occhio alle nuove carrozzerie di tipo "ponton" prodotte in altri Paesi. Nel complesso le linee erano tondeggianti, essenziali, prive di orpelli: il frontale era caratterizzato da proiettori tondi non molto grandi sotto ai quali trovavano posto gli indicatori di direzione, mentre al centro era presente una calandra ovale tagliata in due da un listello trasversale. Per il resto non erano presenti particolari caratteristiche stilistiche, se si esclude il fatto che nei primissimi mesi la P70 fu proposta unicamente con carrozzeria berlina a tre volumi e a 2 porte, nelle quali i finestrini montati erano di tipo scorrevole e non discendente.
Dal punto di vista stilistico fu però chiara la volontà di affrancarsi rapidamente dalle linee vetuste del modello precedente a favore di un modello, almeno esteriormente più al passo con i tempi. Almeno esteriormente, perché in realtà, come già detto, la P70 condivise la base meccanica con la F8, a partire dal telaio a longheroni e traverse in acciaio, ancorati al quale si trovavano l'avantreno a ruote indipendenti con balestra trasversale e triangoli inferiori, il retrotreno ad assale rigido oscillante (sempre con balestra trasversale) e l'impianto frenante a quattro tamburi con comando meccanico. Ripresa dalla F8 fu anche l'ossatura in legno della scocca, alla quale però vennero fissati i nuovi pannelli in Duroplast, vera novità tecnica della P70. Anzi, si può dire addirittura che la P70 stabilì un piccolo primato in quanto si trattò della prima vettura di serie nella storia a montare una carrozzeria in plastica.
La P70 riprese anche il vecchio bicilindrico quadro a due tempi di origine F8, della cilindrata di 690 cm³. Ma, come già anticipato in precedenza, tale motore ricevette alcune migliorie. Tra queste va senz'altro menzionata la nuova testata in lega leggera ed il differente posizionamento delle candele. Ciò permise un innalzamento del rapporto di compressione da 5,9 a 6,8:1 ed un conseguente aumento della potenza massima da 20 a 22 CV. La velocità massima era di 90 km/h.

### La carriera commerciale della P70
Dopo la presentazione a Lipsia, più che altro per far conoscere la vettura alla potenziale clientela tedesca orientale, la P70 fu presentata nel gennaio 1956 anche al Salone dell'automobile di Bruxelles, in modo da testare le reazioni del pubblico dell'Europa occidentale. Due mesi più tardi, a marzo, la gamma si ampliò con l'arrivo della versione Kombi, provvista di un portellone posteriore, ma sempre con sole due porte laterali per i passeggeri. Le prime P70 Kombi furono prodotte nello stabilimento di Zwickau assieme alla berlina, ma alla fine del 1956 la produzione delle giardinette fu trasferita presso la ex-carrozzeria Gläser di Dresda, rifondata come VEB Karosseriewerk Dresden dopo la fine del conflitto. Contestualmente al lancio della Kombi si ebbe anche un leggerissimo aggiornamento estetico, appena percettibile e visibile nei nuovi fari appena ridisegnati e nell'adozione di un nuovo carburatore. Nel mese di ottobre, invece, furono adottati nuovi tergicristalli con movimento parallelo in luogo di quelli precedenti che si muovevano l'uno contro l'altro.
Nella primavera del 1957 vi fu invece l'arrivo della terza ed ultima variante di carrozzeria per la gamma della P70, ossia la coupé. Fermo restando il telaio ed il motore, la versione coupé disponeva di una carrozzeria assai profilata, specie nella zona posteriore, ma anche più bassa, il che comportò una minore resistenza al vento e di conseguenza maggiori prestazioni in allungo. La velocità massima fu infatti di 100 km/h. A differenza delle altre P70, la coupé montava un cofano motore in lamiera di acciaio, oltretutto provvisto anche di una sottile presa d'aria centrale. Versione di punta della gamma P70, la coupé poteva contare anche su alcuni optional considerati lussuosi all'epoca, come la verniciatura bicolore. Quest'ultimo fu uno degli optional più richiesti, tant'è vero che la maggior parte delle P70 coupé prodotte furono appunto con tale tipo di verniciatura.
La produzione della P70 cessò nel 1959: la Trabant P50 era già in commercio da un paio di anni e con la scomparsa della P70 divenne il modello economico per la Germania Orientale. Per quanto riguarda la produzione, le fonti sono contrastanti: alcune dichiarano 36.151 esemplari, mentre altre ne dichiarano 36.786. Notizie discordanti anche per quanto riguarda la produzione per tipo di carrozzeria: per le Kombi alcune fonti dichiarano circa 4.000 esemplari mentre altre si fermano solo a 1.000. Analogamente, per la coupé, si passa da 1.000 a 1.500 esemplari a seconda della fonte consultata.

### Scheda tecnica
|                                    | P70 | P70 Kombi | P70 Coupé |
| ---------------------------------- | --- | --- | --- |
| Anni di produzione                 | 1955-59 | 1956-59 | 1957-59 |
| Prezzo al debutto in DDM           | 9.250 | 9.900 | 11.700 |
| Motore                             | A due tempi | A due tempi | A due tempi |
| Posizione                          | Anteriore trasversale a sbalzo                                                                                        | Anteriore trasversale a sbalzo                                                                                        | Anteriore trasversale a sbalzo                                                                                        |
| Numero e disposizione dei cilindri | 2 cilindri in linea                                                                                                   | 2 cilindri in linea                                                                                                   | 2 cilindri in linea                                                                                                   |
| Cilindrata (cm³)                   | 690 | 690 | 690 |
| Alesaggio e corsa (mm)             | 76x76 | 76x76 | 76x76 |
| Alimentazione                      | Carburatore | Carburatore | Carburatore |
| Potenza massima (CV/rpm)           | 22/3500 | 22/3500 | 22/3500 |
| Coppia massima (Nm/rpm)            | 53/1900 | 53/1900 | 53/1900 |
| Trazione                           | Anteriore | Anteriore | Anteriore |
| Cambio                             | Manuale a 3 marce più retromarcia                                                                                     | Manuale a 3 marce più retromarcia                                                                                     | Manuale a 3 marce più retromarcia                                                                                     |
| Frizione                           | Multidisco a bagno d'olio                                                                                             | Multidisco a bagno d'olio                                                                                             | Multidisco a bagno d'olio                                                                                             |
| Scocca                             | Due longheroni in acciaio congiunti alle estremità a formare una struttura ovale rinforzata con 4 traverse in acciaio | Due longheroni in acciaio congiunti alle estremità a formare una struttura ovale rinforzata con 4 traverse in acciaio | Due longheroni in acciaio congiunti alle estremità a formare una struttura ovale rinforzata con 4 traverse in acciaio |
| Sospensioni ant.                   | A ruote indipendenti con balestra trasversale e triangoli posti inferiormente                                         | A ruote indipendenti con balestra trasversale e triangoli posti inferiormente                                         | A ruote indipendenti con balestra trasversale e triangoli posti inferiormente                                         |
| Sospensioni post.                  | Ad assale rigido oscillante con balestra trasversale                                                                  | Ad assale rigido oscillante con balestra trasversale                                                                  | Ad assale rigido oscillante con balestra trasversale                                                                  |
| Impianto frenante                  | Meccanico a quattro tamburi con comando a cavo                                                                        | Meccanico a quattro tamburi con comando a cavo                                                                        | Meccanico a quattro tamburi con comando a cavo                                                                        |
| Pneumatici                         | 5,00-16 | 5,00-16 | 5,00-16 |
| Massa in ordine di marcia          | 800 | 830 | 875 |
| Serbatoio                          | 32 litri | 32 litri | 32 litri |
| Velocità massima                   | 90 | 90 | 100 |
| Consumo medio                      | 7 litri/100 km | 7 litri/100 km | 7 litri/100 km |